# Spirostigma
- Commons
- Wikispecies

Spirostigma Nees, 1847, segundo o Sistema APG II, é um gênero botânico da família Acanthaceae.

## Espécie
- Spirostigma hirsutissima